# 3 Hits from Hell
3 Hits from Hell (manchmal auch Three Hits from Hell) ist die fünfte EP der amerikanischen Horrorpunk-Band The Misfits.

## Entstehung
Alle Titel wurde bei einer Session am 7. August 1980 im Studio der Master Sound Production eingespielt. Dabei entstanden auch Aufnahmen für ein Studioalbum, welches nie offiziell veröffentlicht wurde. Teile davon sind allerdings überarbeitet auf 12 Hits from Hell zu hören.
Am 5. September wurden einzelne Aufnahmen ausgewählt und remastert.
Zu dieser Zeit probte Doyle Wolfgang von Frankenstein, späterer Gitarrist der Gruppe, schon zusammen mit Glenn Danzig und seinem älteren Bruder, Jerry Only. Laut Bobby Steele soll er nach diesen Aufnahmen Mitglied der Band geworden sein und bereits Titel für die Veröffentlichung eingespielt haben.
Danzig schrieb London Dungeon, während er eine Haftstrafe in einem Londoner Gefängnis absitzen musste. Horror Hotel wurde vom gleichnamigen Film (Originaltitel: City of the Dead) inspiriert, Ghouls Night Out von Night of the Ghouls.

## Gestaltung
Das Cover zeigt die Augen der Musiker und einen Balken auf der linken Seite, auf dem der Name der Band und der der EP zu lesen ist.
Es gibt unterschiedliche Pressungen, bei denen das Cover variiert:
- 7000 Kopien mit rotem Balken, schwarzer Schallplatte und rotem Aufkleber
- 3000 Kopien mit rotem Balken, schwarzer Schallplatte und grauem Aufkleber
- 400 Kopien mit rotem Balken, weißer Schallplatte und rotem Aufkleber (Wiederveröffentlichung 1986)
- 400 Kopien mit weißem Balken, schwarzer Schallplatte und rotem Aufkleber (Wiederveröffentlichung 1986)[1]

## Titelliste
Seite A:
1. London Dungeon – 2:33

Seite B:
1. Horror Hotel – 1:25
2. Ghouls Night Out – 1:56

## Einzelbelege
1. 1 2  Alle Versionen auf Misfitscentral.com